# Zasłużony Mistrz Sportu Rosji w hokeju na lodzie
Zasłużony Mistrz Sportu Rosji w hokeju na lodzie (ros. Заслуженный мастер спорта России по хоккею с шайбой) – narodowa galeria sławy w hokeju na lodzie w Rosji istniejąca od 1993 roku.
Pierwotnie istniał najwyższy honorowy tytuł sportowy Zasłużony Mistrz Sportu w tzw. krajach demokracji ludowej (w ZSRR od 1983 roku obowiązywała nazwa oficjalna Zasłużony Mistrz Sportu ZSRR).
W latach 1948–1992 istniał tytuł Zasłużony Mistrz Sportu ZSRR w hokeju na lodzie.
Wyróżnienia są przyznawane w zdecydowanej większości po turniejach mistrzostw świata i zimowych igrzyskach olimpijskich, w których reprezentacja Rosji odnosiła sukcesy medalowe.

## Lista uhonorowanych
- 1993: Konstantin Astrachancew, Dmitrij Frołow, Aleksiej Jaszyn, Jan Kaminski, Walerij Karpow, Aleksandr Karpowcew, Maksim Michajłowski, Andriej Nikoliszyn, Siergiej Puszkow, Andriej Sapożnikow, Aleksandr Smirnow, Siergiej Sorokin, Siergiej Szendielew, Gierman Titow, Igor Waricki, Andriej Zujew
- 1995: Walerij Fomienkow
- 1998: Walerij Bure, Siergiej Fiodorow, Siergiej Gonczar, Siergiej Kriwokrasow, Boris Mironow, Aleksiej Morozow, Oleg Szewcow, Walerij Zielepukin,
- 2002: Maksim Afinogienow, Władimir Antipow, Dmitrij Bykow, Ilja Bryzgałow, Nikołaj Chabibulin, Wiktor Czistow, Pawieł Daciuk, Siergiej Gusiew, Rawil Gusmanow, Aleksandr Guśkow, Aleksandr Judin, Dmitrij Kalinin, Ilja Kowalczuk, Aleksiej Kozniew, Oleg Kwasza, Daniił Markow, Jegor Podomacki, Aleksandr Prokopjew, Andriej Razin, Dmitrij Riabykin, Aleksandr Sabczenkow, Siergiej Samsonow, Maksim Sokołow, Maksim Suszynski, Oleg Twierdowski, Iwan Tkaczenko, Anton Wołczenkow, Siergiej Wyszedkiewicz, Dmitrij Zatonski, Siergiej Żukow
- 2003: Siergiej Brylin
- 2005: Jurij Leonow
- 2009: Michaił Biriukow, Konstantin Gorowikow, Dienis Griebieszkow, Aleksandr Jeriomienko, Konstantin Korniejew, Anton Kurjanow, Andriej Markow, Siergiej Moziakin, Jewgienij Nabokow, Ilja Nikulin, Aleksandr Owieczkin, Witalij Proszkin, Aleksandr Radułow, Aleksandr Siomin, Aleksiej Tierieszczenko, Fiodor Tiutin, Witalij Wiszniewski, Dmitrij Worobjow, Danis Zaripow, Siergiej Zinowjew
- 2010: Witalij Atiuszow, Wasilij Koszeczkin, Oleg Saprykin
- 2011: Aleksandr Pierieżogin
- 2012: Konstantin Barulin, Jewgienij Biriukow, Pawieł Daciuk, Dienis Dienisow, Aleksiej Jemielin, Jewgienij Kietow, Dienis Kokariew, Jewgienij Kuzniecow, Jewgienij Małkin, Jewgienij Miedwiediew, Nikita Nikitin, Aleksandr Popow, Jewgienij Riasienski, Aleksandr Switow, Siergiej Szyrokow, Siemion Warłamow
- 2014: Artiom Anisimow, Anton Biełow, Siergiej Bobrowski, Aleksandr Burmistrow, Anton Chudobin, Maksim Czudinow, Jewgienij Dadonow, Jegor Jakowlew, Siergiej Kalinin, Aleksandr Kutuzow, Andriej Łoktionow, Dmitrij Orłow, Siergiej Płotnikow, Wadim Szypaczow, Wiktor Tichonow, Andriej Wasilewski, Andriej Zubariew
- 2018: Siergiej Andronow, Aleksandr Barabanow, Władisław Gawrikow, Michaił Grigorienko, Nikita Gusiew, Kiriłł Kaprizow, Ilja Kabłukow, Bogdan Kisielewicz, Aleksiej Marczenko, Nikita Niestierow, Nikołaj Prochorkin, Ilja Sorokin, Igor Szestiorkin, Iwan Tielegin, Wiaczesław Wojnow, Artiom Zub[1], Jekatierina Paszkiewicz[2]
- 2019: Walerij Kuźmin[3]